# Konventionen om kvinnors politiska rättigheter
Konventionen om kvinnors politiska rättigheter godkändes av FN:s generalförsamling under det 409:e plenarmötet den 20 december 1952 och antogs den 31 mars 1953.

## Bakgrund
Konventionens syfte är att stadfästa en grundläggande internationell standard för kvinnors politiska rättigheter. Under Andra världskrigets efterdyningar hade många länder ännu inte beviljat kvinnor fullständig politisk frihet. År 1952, som var året innan konventionen antogs, hade mindre än 100 länder runt om i världen infört kvinnlig rösträtt.
Lagstiftningens huvudsakliga drivkraft och en stor del av dess utkast kom från United Nations Commission on the Status of Women. Kommissionen skickade en enkät om kvinnors politiska rättigheter till sina medlemsländer och de resulterande svaren blev grunden för konventionen.
Konventionen antogs den 31 mars 1953.

## Översikt

### Inledning
Inledningen av konventionen upprepar punkterna som finns i artikel 21 i FN:s deklaration av mänskliga rättigheter, vilken säger att alla människor har rätten till att sitta i regeringen i deras land, och att få tillgång till offentliga tjänster. Konventionen om kvinnors politiska rättigheter försvarar särskilt den här rätten för kvinnor.

### Artiklar
De första tre artiklarna i konventionen ger kvinnor rösträtt (artikel 1), rätten att ställa upp i val (2), och rätten till att inneha offentliga ämbeten (3), där alla paragrafer avslutas med specifikationen: "alla på lika villkor med män, utan någon diskriminering." De övriga paragraferna täcker själva lagstiftningsprocessen; hur och när de ska träda i kraft (4-11).